# Улица Ольминского (Санкт-Петербург)
Улица Ольми́нского — улица в Невском районе Санкт-Петербурга, ограничена проспектом Обуховской Обороны и улицей Седова. Длина около 1 км.

## История
С 1894 года будущая улица Ольминского была известна как Смоленский переулок.
16 января 1964 года переименована в честь революционера, публициста и историка литературы М. С. Ольминского (1863—1933).

## Достопримечательности
- сад «Фонтанчик»
- Дом 8 в стиле конструктивизм

## Пересечения
Пересекает следующие улицы:
- улица Бабушкина
- улица Пинегина
- Ткацкий переулок